# Nguyên thủ quốc gia Cộng hòa Dân chủ Nhân dân Triều Tiên
Trước khi Cộng hòa Dân chủ Nhân dân Triều Tiên (còn gọi là Triều Tiên hoặc Bắc Triều Tiên) được thành lập, năm 1946, một chính quyền Ủy ban Nhân dân Lâm thời Bắc Triều Tiên được thành lập dưới sự hậu thuẫn của Liên Xô trên khu vực chiếm đóng tại Triều Tiên. Người đứng đầu Ủy ban này là Kim Il Sung nhưng không mang một chức danh chính thức nào. Sau khi công bố thành lập Cộng hòa Dân chủ Nhân dân Triều Tiên ngày 9 tháng 9 năm 1948, Kim Il Sung lãnh đạo Ủy ban Nhân dân Lâm thời hoạt động với chức năng như một chính phủ, đồng thời giữ vai trò Nguyên thủ quốc gia.
Từ năm 1948 đến 1972, với các chức vụ Chủ tịch Đảng (từ 1966 đổi thành Tổng Bí thư), Tổng Tư lệnh Tối cao, Thủ tướng, Ủy viên trưởng Quân ủy Trung ương (từ 1950), Kim Il Sung nắm trọn quyền lãnh đạo tối cao và là nguyên thủ quốc gia trên thực tế của Cộng hòa Dân chủ Nhân dân Triều Tiên dù không được quy định chính thức. Mãi đến năm 1972, Hiến pháp Cộng hòa Dân chủ Nhân dân Triều Tiên mới quy định chức vụ Chủ tịch Cộng hòa Dân chủ Nhân dân Triều Tiên, trao cho Kim Il Sung vai trò nguyên thủ quốc gia một cách chính thức.
Sau khi Kim Il Sung qua đời năm 1994, chức vụ Chủ tịch nước và Tổng bí thư bị khuyết, trên danh nghĩa vai trò nguyên thủ quốc gia do người đứng đầu Quốc hội là Chủ tịch Ủy ban Thường vụ Hội nghị Nhân dân Tối cao Yang Hyong-sop nắm giữ. Tuy nhiên, về thực tế, con trai và người kế vị của Kim Il Sung là Kim Jong-il, chỉ với vai trò Tổng Tư lệnh Tối cao và Chủ tịch Ủy ban Quốc phòng, nắm giữ quyền lực trên thực tế, mới thực sự là nguyên thủ quốc gia. Năm 1997, Kim Jong-il chính thức được bầu làm Tổng bí thư. Một hiến pháp mới được ban hành, tôn phong Kim Il Sung là "Chủ tịch vĩnh viễn", đồng thời quy định Chủ tịch Hội nghị nhân dân tối cao, Thủ tướng và Chủ tịch Ủy ban Quốc phòng thực hiện chế độ nguyên thủ tập thể. Chủ tịch Hội nghị nhân dân tối cao thực hiện công tác đối ngoại và tiếp nhận các thông tin của đại sứ, Thủ tướng xử lý chính sách trong nước và Chủ tịch Ủy ban Quốc phòng quốc gia chỉ huy các lực lượng vũ trang. Dù không nêu rõ, chức vụ Chủ tịch Ủy ban Quốc phòng quốc gia được hiến định ghi là "chức vụ cao nhất của đất nước", hợp thức hóa vai trò quyền lực tối cao của Kim Jong-il và của con ông Kim Jong-un sau này.
Danh sách dưới đây liệt kê các chính khách CHDCND Triều Tiên đã giữ các vai trò lãnh đạo tối cao, lãnh đạo Đảng, lãnh đạo Quốc hội, Thủ tướng chính phủ và Chủ tịch Ủy ban Quốc phòng quốc gia của CHDCND Triều Tiên.

## Lãnh đạo Tối cao
Đến nay, danh xưng "Lãnh đạo Tối cao" được sử dụng cho ba người là Kim Il Sung, Kim Jong Il, Kim Jong-un (ngày tháng xấp xỉ và vẫn còn đang tranh cãi):
Các thế hệ lãnh đạo
      Thế hệ đầu tiên
      Thế hệ thứ 2
      Thế hệ thứ 3
|                                                                                      | Kim Il-sung 김일성 (1912–1994) |                                          |                          |
| Tổng Tư lệnh Tối caoQuân đội Nhân dân Triều Tiên                                     | 8/2/1948 – 24/12/1991          | 9/9/1948 ↓ 8/7/1994 (45 năm, 302 ngày)   | Đảng Lao động Triều Tiên |
| Thủ tướng Nội các Cộng hòa Dân chủ Nhân dân Triều Tiên                               | 9/9/1948 – 28/12/1972          | 9/9/1948 ↓ 8/7/1994 (45 năm, 302 ngày)   | Đảng Lao động Triều Tiên |
| Chủ tịch Trung ương Đảng Lao động Triều Tiên                                         | 30/6/1949 – 11/10/1966         | 9/9/1948 ↓ 8/7/1994 (45 năm, 302 ngày)   | Đảng Lao động Triều Tiên |
| Chủ tịch Ủy ban quân sự Trung ương Đảng Lao động Triều Tiên                          | 1950 – 8/7/1994                | 9/9/1948 ↓ 8/7/1994 (45 năm, 302 ngày)   | Đảng Lao động Triều Tiên |
| Lãnh tụ Trung ương Đảng Lao động Triều Tiên                                          | 11/10/1966 – 8/7/1994          | 9/9/1948 ↓ 8/7/1994 (45 năm, 302 ngày)   | Đảng Lao động Triều Tiên |
| Chủ tịch nước Cộng hòa Dân chủ Nhân dân Triều Tiên                                   | 28/12/1972 – 8/7/1994          | 9/9/1948 ↓ 8/7/1994 (45 năm, 302 ngày)   | Đảng Lao động Triều Tiên |
| Chủ tịch Ủy ban Quốc phòng Triều Tiên Cộng hòa Dân chủ Nhân dân Triều Tiên           | 28/12/1972 – 9/4/1993          | 9/9/1948 ↓ 8/7/1994 (45 năm, 302 ngày)   | Đảng Lao động Triều Tiên |
| Chủ tịch nước vĩnh viễn Cộng hòa Dân chủ Nhân dân Triều Tiên                         | 8/7/1994 – nay                 | 9/9/1948 ↓ 8/7/1994 (45 năm, 302 ngày)   | Đảng Lao động Triều Tiên |
|                                                                                      | Kim Jong-il 김정일 (1942–2011) |                                          |                          |
| Tổng Tư lệnh Tối cao Quân đội Nhân dân Triều Tiên                                    | 24/12/1991 – 17/12/2011        | 8/7/1994 ↓ 17/12/2011 (17 năm, 162 ngày) | Đảng Lao động Triều Tiên |
| Chủ tịch Ủy ban Quốc phòng Triều Tiên Cộng hòa Dân chủ Nhân dân Triều Tiên           | 9/4/1993 – 17/12/2011          | 8/7/1994 ↓ 17/12/2011 (17 năm, 162 ngày) | Đảng Lao động Triều Tiên |
| Tổng Bí thư Ủy ban Trung ương Đảng Lao động Triều Tiên                               | 8/10/1997 – 12/12/2011         | 8/7/1994 ↓ 17/12/2011 (17 năm, 162 ngày) | Đảng Lao động Triều Tiên |
| Chủ tịch Ủy ban quân sự Trung ương Đảng Lao động Triều Tiên                          | 8/10/1997 – 12/12/2011         | 8/7/1994 ↓ 17/12/2011 (17 năm, 162 ngày) | Đảng Lao động Triều Tiên |
| Tổng Bí thư vĩnh viễn Ủy ban Trung ương Đảng Lao động Triều Tiên                     | 11/4/2012 – nay                | 8/7/1994 ↓ 17/12/2011 (17 năm, 162 ngày) | Đảng Lao động Triều Tiên |
| Chủ tịch vĩnh viễn Ủy ban Quốc phòng Triều Tiên Cộng hòa Dân chủ Nhân dân Triều Tiên | 13/4/2012 – nay                | 8/7/1994 ↓ 17/12/2011 (17 năm, 162 ngày) | Đảng Lao động Triều Tiên |
|                                                                                      | Kim Jong-un 김정은 (1983–)     |                                          |                          |
| Tổng Tư lệnh Tối cao Quân đội Nhân dân Triều Tiên                                    | 30/12/2011 – nay               | 29/12/2011 ↓ nay (13 năm, 74 ngày)       | Đảng Lao động Triều Tiên |
| Nguyên soái Ủy ban Trung ương Đảng Lao động Triều Tiên                               | 11/4/2012 – nay                | 29/12/2011 ↓ nay (13 năm, 74 ngày)       | Đảng Lao động Triều Tiên |
| Chủ tịch Ủy ban quân sự Trung ương Đảng Lao động Triều Tiên                          | 11/4/2012 – nay                | 29/12/2011 ↓ nay (13 năm, 74 ngày)       | Đảng Lao động Triều Tiên |
| Chủ tịch thứ nhất Ủy ban Quốc phòng Triều Tiên Cộng hòa Dân chủ Nhân dân Triều Tiên  | 13/4/2012 – nay                | 29/12/2011 ↓ nay (13 năm, 74 ngày)       | Đảng Lao động Triều Tiên |

## Lãnh đạo Đảng Lao động Triều Tiên
| #                                 | Chân dung | Tên         | Thời gian nhậm chức | Thời gian miễn nhiệm | Đảng                     |
| --------------------------------- | --------- | ----------- | ------------------- | -------------------- | ------------------------ |
| Chủ tịch Ủy ban Trung ương        |           |             |                     |                      |                          |
| 1                                 |           | Kim Tu-bong | 28/8/1946           | 30/6/1949            | Đảng Lao động Triều Tiên |
| 2                                 |           | Kim Il-sung | 30/6/1949           | 11/10/1966           | Đảng Lao động Triều Tiên |
| Tổng Bí thư Ủy ban Trung ương     |           |             |                     |                      |                          |
| 1                                 |           | Kim Il-sung | 11/10/1966          | 8/6/1994             | Đảng Lao động Triều Tiên |
| 2                                 |           | Kim Jong-il | 8/10/2011           | nay                  | Đảng Lao động Triều Tiên |
| Bí thư thứ nhất Ủy ban Trung ương |           |             |                     |                      |                          |
| 1                                 |           | Kim Jong-un | 11/4/2012           | nay                  | Đảng Lao động Triều Tiên |

Đảng kỳ Đảng Lao động Triều Tiên

Kim Jong-il qua đời vào ngày 17 tháng 12 năm 2011, được truy phong là "Tổng Bí thư vĩnh viễn". Do đó con trai ông đồng thời là người kế nhiệm Kim Jong-un đã không sử dụng danh hiệu Tổng Bí thư.

## Nguyên thủ Quốc gia
| #                                                | Chân dung | Tên            | Thời gian nhậm chức | Thời gian miễn nhiệm | Đảng                     |
| ------------------------------------------------ | --------- | -------------- | ------------------- | -------------------- | ------------------------ |
| Chủ tịch Đoàn Chủ tịch Hội nghị Nhân dân Tối cao |           |                |                     |                      |                          |
| 1                                                |           | Kim Tu-bong    | 9/9/1948            | 20/9/1957            | Đảng Lao động Triều Tiên |
| 2                                                |           | Choi Yong-kun  | 20/9/1957           | 28/12/1972           | Đảng Lao động Triều Tiên |
| Chủ tịch Cộng hòa Dân chủ Nhân dân Triều Tiên    |           |                |                     |                      |                          |
| 1                                                |           | Kim Il-sung    | 28/12/1972          | 8/7/1994             | Đảng Lao động Triều Tiên |
| Chủ tịch Đoàn Chủ tịch Hội nghị Nhân dân Tối cao |           |                |                     |                      |                          |
| 3                                                |           | Yang Hyong-sop | 8/7/1994            | 5/9/1998             | Đảng Lao động Triều Tiên |
| 4                                                |           | Kim Yong-nam   | 5/9/1998            | 11/4/2019            | Đảng Lao động Triều Tiên |
| 5                                                |           | Choe Ryong-hae | 11/4/2019           | Tại nhiệm            | Đảng Lao động Triều Tiên |

Kim Il-sung qua đời vào ngày 08 Tháng 7 năm 1994,được truy phong là " Chủ tịch vĩnh viễn ". Do đó con trai ông đồng thời là người kế nhiệm Kim Jong-il đã không sử dụng danh hiệu Chủ tịch và nguyên thủ nhà nước hợp pháp là Chủ tịch Đoàn Chủ tịch hội nghị nhân dân tối cao.

## Đứng đầu Chính phủ
| #                       | Chân dung | Tên                 | Thời gian nhậm chức | Thời gian miễn nhiễm | Đảng                     |
| ----------------------- | --------- | ------------------- | ------------------- | -------------------- | ------------------------ |
| Thủ tướng Chính phủ     |           |                     |                     |                      |                          |
| 1                       |           | Kim Il-sung         | 9/9/1948            | 28/12/1972           | Đảng Lao động Triều Tiên |
| Thủ tướng Chính vụ viện |           |                     |                     |                      |                          |
| 1                       |           | Kim Il              | 28/12/1972          | 29/4/1976            | Đảng Lao động Triều Tiên |
| 2                       |           | Pak Song-chol       | 19/4/1976           | 16/12/1977           | Đảng Lao động Triều Tiên |
| 3                       |           | Li Jong-ok          | 16/12/1977          | 27/1/1984            | Đảng Lao động Triều Tiên |
| 4                       |           | Kang Song-san       | 27/1/1984           | 29/12/1986           | Đảng Lao động Triều Tiên |
| 5                       |           | Li Gun-mo           | 29/12/1986          | 12/12/1988           | Đảng Lao động Triều Tiên |
| 6                       |           | Yon Hyong-muk       | 12/12/1988          | 11/12/1992           | Đảng Lao động Triều Tiên |
| 7                       |           | Kang Song-san       | 11/12/1992          | 21/2/1997            | Đảng Lao động Triều Tiên |
| —                       |           | Hong Song-nam Quyền | 21/2/1997           | 5/9/1998             | Đảng Lao động Triều Tiên |
| Thủ tướng Nội các       |           |                     |                     |                      |                          |
| 1                       |           | Hong Song-nam       | 5/9/1998            | 3/9/2003             | Đảng Lao động Triều Tiên |
| 2                       |           | Pak Pong-ju         | 3/9/2003            | 11/4/2007            | Đảng Lao động Triều Tiên |
| 3                       |           | Kim Yong-il         | 11/4/2007           | 7/6/2010             | Đảng Lao động Triều Tiên |
| 4                       |           | Choe Yong-rim       | 7/6/2010            | 1/4/2013             | Đảng Lao động Triều Tiên |
| 5                       |           | Pak Pong-ju         | 1/4/2013            | 12/4/2019            | Đảng Lao động Triều Tiên |
| 6                       |           | Kim Jae-ryong       | 12/4/2019           | 13/8/2020            | Đảng Lao động Triều Tiên |
| 7                       |           | Kim Tok-hun         | 13/8/2020           | Tại nhiệm            | Đảng Lao động Triều Tiên |

## Đứng đầu Quốc hội
| #                                                   | Chân dung | Tên            | Thời gian nhậm chức | Thời gian miễn nhiệm | Đảng                     |
| --------------------------------------------------- | --------- | -------------- | ------------------- | -------------------- | ------------------------ |
| Chủ tịch Uỷ ban Thường vụ Hội nghị Nhân dân Tối cao |           |                |                     |                      |                          |
| 1                                                   |           | Kim Tu-bong    | 9/9/1948            | 20/9/1957            | Đảng Lao động Triều Tiên |
| 2                                                   |           | Choi Yong-kun  | 20/9/1957           | 28/12/1972           | Đảng Lao động Triều Tiên |
| 3                                                   |           | Hwang Jang-yop | 28/12/1972          | 1983                 | Đảng Lao động Triều Tiên |
| 4                                                   |           | Yang Hyong-sop | 1983                | 5/9/1998             | Đảng Lao động Triều Tiên |
| Chủ tịch Hội nghị Nhân dân Tối cao                  |           |                |                     |                      |                          |
| 5                                                   |           | Choe Thae-bok  | 5/9/1998            | 11/4/2019            | Đảng Lao động Triều Tiên |
| 6                                                   |           | Pak Thae-song  | 11/4/2019           | Tại nhiệm            | Đảng Lao động Triều Tiên |

## Đứng đầu quân đội
| #                                            | Chân dung | Tên         | Thời gian nhậm chức | Thời gian miễn nhiệm | Đảng                     |
| -------------------------------------------- | --------- | ----------- | ------------------- | -------------------- | ------------------------ |
| Chủ tịch Ủy ban Quân sự Trung ương           |           |             |                     |                      |                          |
| 1                                            |           | Kim Il-sung | 1950                | 28/12/1972           | Đảng Lao động Triều Tiên |
| Chủ tịch Ủy ban Quốc phòng Nhà nước          |           |             |                     |                      |                          |
| 1                                            |           | Kim Il-sung | 28/12/1972          | 9/4/1993             | Đảng Lao động Triều Tiên |
| 2                                            |           | Kim Jong-il | 9/4/1993            | nay                  | Đảng Lao động Triều Tiên |
| Chủ tịch thứ nhất Ủy ban Quốc phòng Nhà nước |           |             |                     |                      |                          |
| 1                                            |           | Kim Jong-un | 13/4/2012           | 29/6/2016            | Đảng Lao động Triều Tiên |
| Chủ tịch Ủy ban Quốc vụ                      |           |             |                     |                      |                          |
| 1                                            |           | Kim Jong-un | 29/6/2016           | Tại nhiệm            | Đảng Lao động Triều Tiên |

Kim Jong-il qua đời vào ngày 17 tháng 12 năm 2011, được truy phong là "Chủ tịch vĩnh viễn của Ủy ban Quốc phòng Nhà nước ". Do đó con trai ông đồng thời là người kế nhiệm Kim Jong-un đã không sử dụng danh hiệu Chủ tịch cho chức vụ của mình.